# География Сиккима
Сикки́м (непальск. सिक्किम, англ. Sikkim) — штат Индии, расположенный на северо-востоке страны, в Гималаях.

## Географическое положение
Штат граничит с Непалом на западе, Китайской Народной Республикой на севере и востоке, с Бутаном на юго-востоке, с индийским штатом Западная Бенгалия на юге. Это 28-й по площади (из 35) среди штатов и территорий Индии, площадь Сиккима составляет 7096 км².
Сикким вытянут с севера на юг на 114 км, а с запада на восток простирается на 64 км. Большая часть его территории покрыта холмами и горами. Самая низкая точка Сиккима находится на высоте 280 м, самая высокая — гора Канченджанга — на высоте 8585 м. Существенная часть территории непригодна для сельского хозяйства, но часть склонов используется для террасного земледелия. Около трети территории Сиккима покрыта лесами.
С севера, запада и востока Сикким окружён хребтами Гималаев. Хребет Сингалила в меридиональном направлении образует границу Сиккима и Непала, хребет Чола — границу Сиккима с Бутаном и Тибетом. Их соединяют меньшие хребты, идущие с запада на восток. В хребте Сингалила расположен массив Канченджанги, в котором от Саут-Пик до Тент-Пик находится около десятка вершин свыше 7000 м. Высшей точкой Сиккима вне этого массива является вершина Паухунри (7125 м) на северо-востоке штата, на границе с Китаем.
Обитаемые территории лежат на юге штата, в отрогах Гималаев. 
В Сиккиме находится 21 ледник, крупнейший из которых, Зему, имеет 25 км в длину. Основные области оледенения расположены на северо-западе штата, около Канченджанги, а также на северо-востоке. В Сиккиме насчитывается 227 высокогорных озёр, крупнейшими из которых являются озёра Цонгмо, Гурудонгмар и Кхечеопалри, и более ста рек и ручьёв. Реки Сиккима подпитываются талыми водами ледников, начинаясь на севере и востоке штата и выходя в широкие долины на западе и юге. Основные реки — Тиста, выходящая за пределы Сиккима и впадающая в Брахмапутру на территории Бангладеш, а также её главный приток Рангит. Тиста, которую часто называют «артерией Сиккима», пересекает весь штат с севера на юг. Её протяжённость на территории Сиккима составляет 105 км. Восемь высокогорных перевалов соединяют Сикким с Тибетом, Непалом и Бутаном.
Благодаря красотам нетронутой природы и политической стабильности Сикким является одним из наиболее популярных среди туристов штатов Индии.

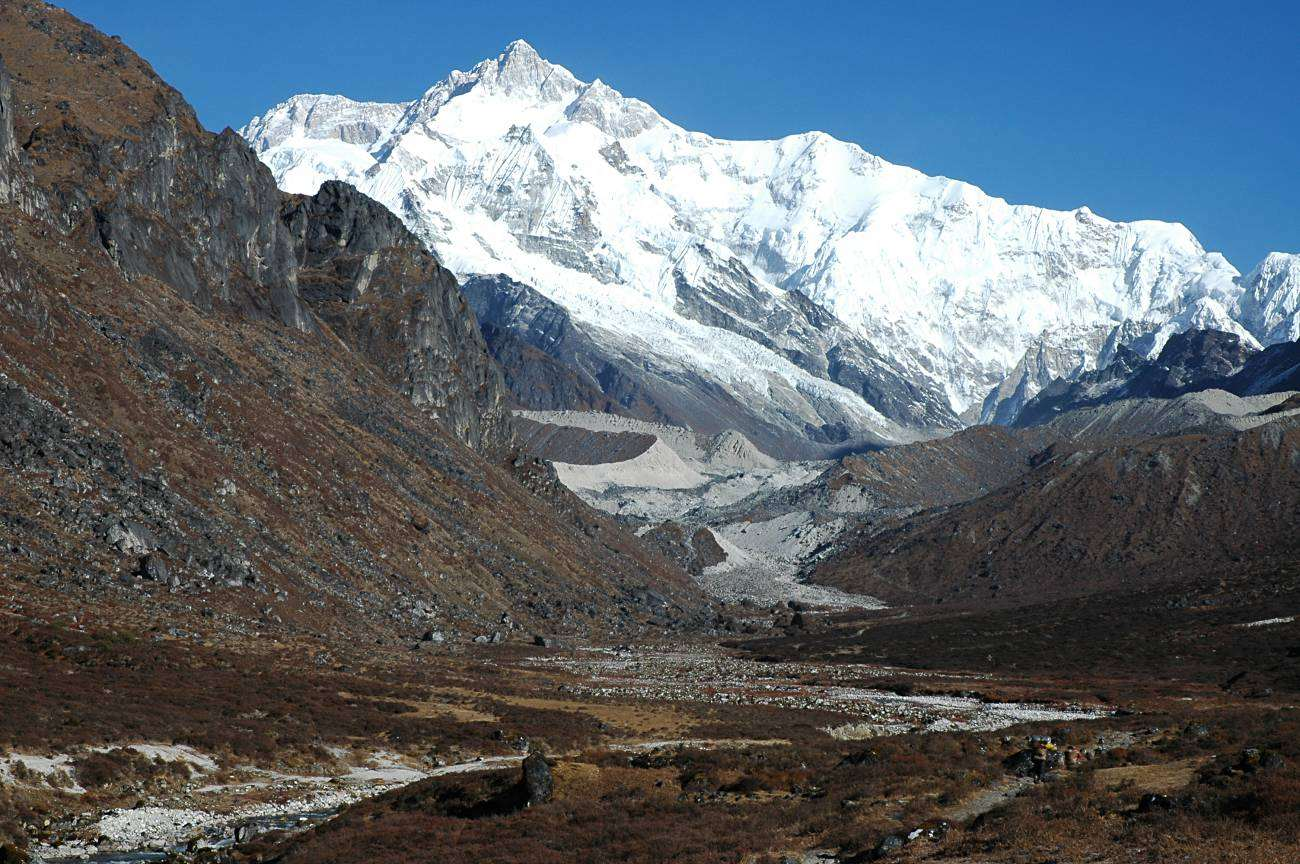
Канченджанга (8586 м), третья вершина мира

В Сиккиме много горячих источников, используемых, в частности, в терапевтических целях. Наиболее известны источники в Пурчачу (Реши), Юмтанге, Боранге, Раланге, Тарамчу и Юмей-Самдонге. Все они отличаются высоким содержанием серы и расположены у берегов рек. Средняя температура воды в этих источниках — около 50°C.

## Геология
Холмы Сиккима в основном состоят из гнейсов и сланцев, на основании которых формируются тонкие и слабые почвы. В почвах наблюдается большая концентрация оксида железа. Почвы бедны минералами и органическими питательными веществами. На них растут как вечнозелёные, так и листопадные леса.
Большая часть Сиккима была сформирована в докембрий и много моложе, чем холмы. Скальные породы состоят из филлитов и сланцев и поэтому легко разрушаются от выветривания и эрозии. Вместе с регулярными ливневыми дождями это вызывает потерю питательных элементов и эрозию почв, что, в свою очередь, ведёт к оползням.
Полезные ископаемые включают медную руду, доломит, известняк, графит, слюду, железную руду и уголь
.
Как и большая часть Индостана и Гималаев, весь Сикким представляет собой сейсмоопасную зону. Землетрясения происходят в штате регулярно. Так, 14 февраля 2006 года произошло землетрясение магнитудой 5,7, вызвавшее разрушения, в том числе исторических зданий.

## Климат

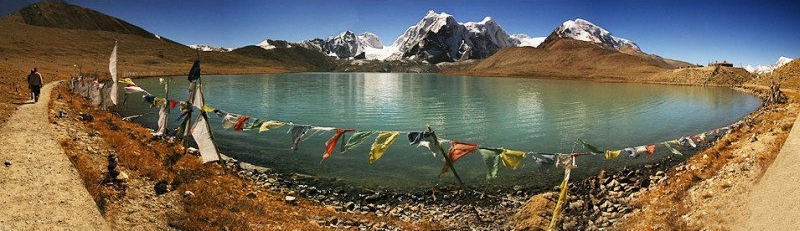
Незамерзающее озеро Гурудонгмар в Северном Сиккиме.

Благодаря высотным различиям на небольшой территории Сиккима климат существенно меняется от субтропического на юге до высокогорного (тундровая климатическая зона) на севере. Большая часть обитаемой территории расположена в умеренном климате, с максимальной температурой 28 °C летом и минимальной около 0 °C зимой. Кроме четырёх обычных для умеренного климата времён года — зимы, лета, весны и осени — выделяют также сезон дождей (муссонов), продолжающийся с июня по сентябрь. Сикким — один из немногих штатов Индии, где регулярно идут дожди. Наибольшее количество осадков, более 300 см в год, выпадает на промежуточных высотах, от 1000 до 2000 метров. На высоте более 3000 м выпадает меньше всего осадков, менее 100 см в год. Среднегодовая температура около 18 °C. Линия снега в Гималаях проходит на высоте около 6000 метров.
Во время муссона ливневые дожди вызывают оползни. Самый длинный непрерывный дождь за всю историю Сиккима длился 11 дней. На севере, из-за высокогорных условий температура зимой часто опускается ниже −40 °C. Зимой и во время муссонов часты туманы, что существенно затрудняет передвижение транспортных средств.

## Флора

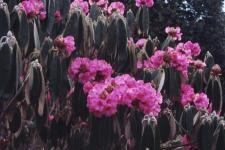
Рододендрон — национальное дерево Сиккима.

Сикким расположен в предгорьях и на склонах Гималаев и официально отнесён к одному из экорегионов Индии. Большая часть штата покрыта лесами, что обеспечивает необычайное богатство как фауны, так и флоры. Множество климатических поясов, связанное с большой разницей высот на территории штата, привело к большому разнообразию растений.
Рододендрон является символом Сиккима, 35 видов рододендронов произрастают от субтропической до высокогорной климатической зоны. Для небольших высот характерны субтропические растения, представителями которых являются орхидеи, инжир, лавр, банан и бамбук. На высотах от 1 500 метров начинаются широколиственные леса из дуба, каштана, клёна, ольхи, берёзы и магнолии. На высотах от 3 500 и 5 000 встречаются хвойные леса (сосна, ель, кипарис и можжевельник, а также рододендроны). Для ещё больших высот характерна альпийская тундровая растительность. В Сиккиме произрастают около 5 000 цветковых растений, включая 523 редких вида орхидей, 60 видов первоцвета, 11 видов дуба, 23 вида бамбука, а также 16 видов хвойных растений, 362 вида папоротников, из них восемь древовидных. Среди растений 424 вида лекарственных. Вид молочая, известный под местным названием «рождественский цветок», встречается в больших количествах, но официальным цветком Сиккима является благородная орхидея. Эндемичные для Сиккима виды растений: Anemone dumosa var. monantha, Rananculus sikkimensis, Uvaria lurida var. sikkimensis, Berberis umbellata var. sikkimensis, Astralagus zemuensis, Caragana spinifera, Anaphalis cavei, Anaphalis hookeri, Anaphalis subumbellata, Blumea sikkimensis, Cacalis chola, Cremanthodium palmatum var. benthamii, Crepis atropappa, Inula macrosperma, Jurinea cooperi, Lactuca cooperi, Ligularia kingiana, Ligularia pachycarpa.

## Фауна

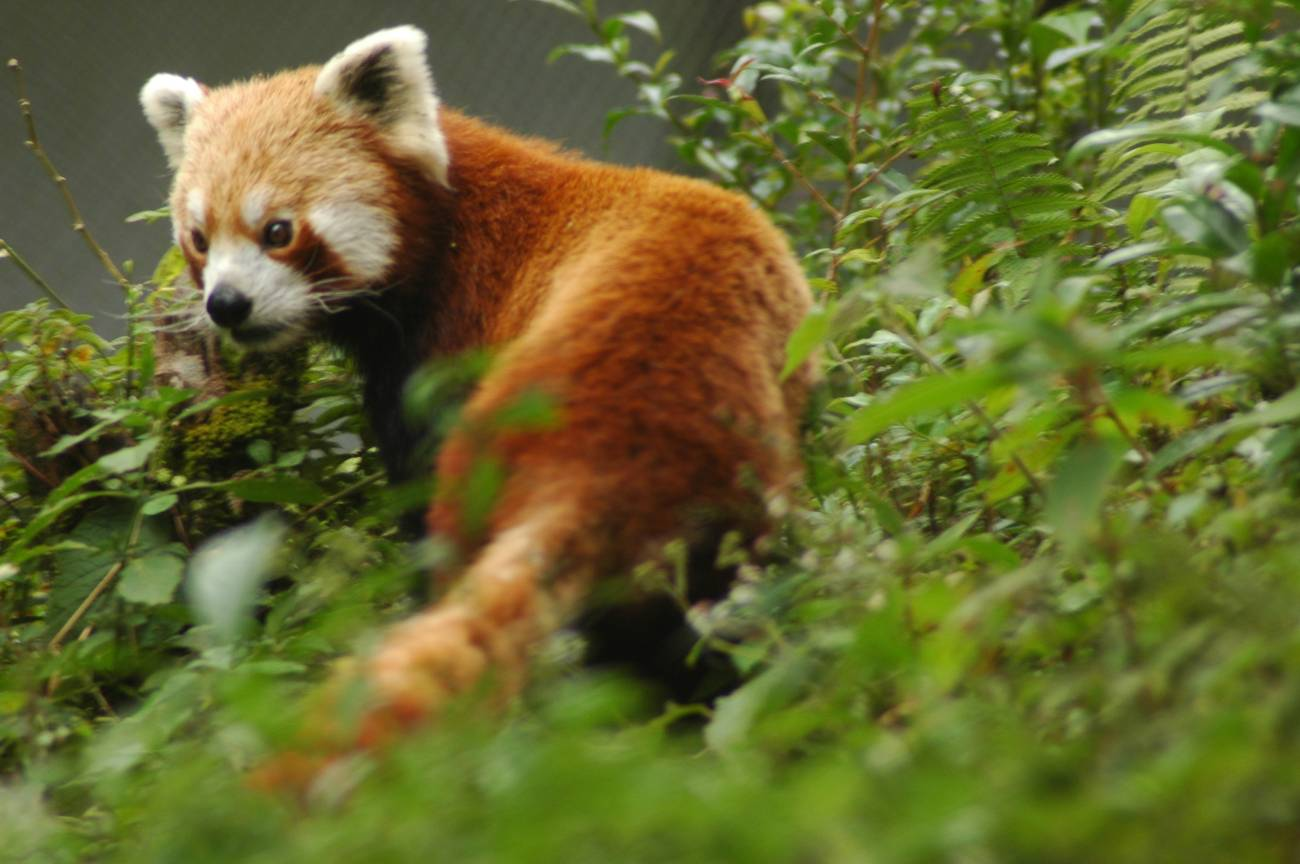
Малая панда — национальное животное Сиккима

Из млекопитающих встречаются снежный барс, кабарга, тар, малая панда, гималайский сурок, гималайский сероу, гималайский горал, лающий олень, серый лангур, гималайский медведь, дымчатый леопард, мраморная кошка, бенгальская кошка, тибетский волк, свиной барсук, бинтуронг и камышовый кот. Единственное эндемичное млекопитающее — восточно-гималайский тар (Hemitragus jemhalicus schaeferi). Яки, часто встречающиеся в альпийской зоне, одомашнены; их разводят из-за молока, мяса, а также используют как вьючных животных.
В Сиккиме зарегистрированы 550 видов птиц, 26 из них отнесены к редким и исчезающим
.
Встречаются гималайский монал, трагопаны, снежные куропатки, бородач, несколько видов грифов, беркут, перепел, зуйки, вальдшнепы, бекасы, голуби, мухоловки и малиновки.
Огромное разнообразие беспозвоночных пока ещё недостаточно хорошо изучено. Из 1 438 видов бабочек, известных на Индийском субконтиненте, 695 наблюдались в Сиккиме.

## Охраняемые природные территории
Несмотря на небольшую территорию, на территории Сиккима расположены шесть федеральных охраняемых природных зон: один национальный парк, национальный парк Канченджанга и пять природных заповедников (англ. wildlife sanctuaries): Барси Рододендрон, Кьонгносиа, Маэнам, Фамбонг Ло и Шингба. Все они были образованы после присоединения Сиккима к Индии и все созданы для защиты гималайских ландшафтов. Старейшей природоохранной зоной Сиккима является национальный парк Канченджанга, основанный в 1977 году и занимающий 1784 км² территории. В будущем планируется организация ещё пяти охраняемых территорий, включая национальный парк Кьонгносиа.